# NGC 892
NGC 892 è una galassia a spirale situata nella costellazione della Balena, a una distanza di circa 468 milioni di anni luce dalla nostra Via Lattea.

## Scoperta
La galassia è stata scoperta nel 1886 dall'astronomo statunitense Francis Leavenworth.

## Descrizione
NGC 892 presenta una larga riga a 21 cm dell'idrogeno neutro.